# Weimar Roldán
Pour les articles homonymes, voir Roldán.
Roldán  Ortiz est un nom espagnol. Le premier nom de famille, en général paternel, est Roldán ; le second, en général maternel, souvent omis, est Ortiz.
Weimar Alfonso Roldán Ortiz, né le 17 mai 1985 à Medellín (département d'Antioquia), est un coureur cycliste colombien. Depuis 2008, il est membre de la sélection nationale de cyclisme sur piste. Disputant de nombreux championnats, il a été ainsi cinq fois médaillé d'or aux championnats panaméricains.

## Repères biographiques
En 2008, Roldán fait partie de la sélection nationale colombienne qui participe aux XXIIIe championnats panaméricains à Montevideo. Celle-ci est amputée des coureurs qualifiés pour les Jeux olympiques, en pleine préparation. Le premier jour, il dispute la poursuite individuelle. Il termine quatrième des qualifications. Lors de la petite finale, il échoue dans son duel, face à son compatriote Jaime Suaza. Le lendemain, il remporte le titre de la poursuite par équipes, avec ses coéquipiers. Véritable équipe bis, elle subit la loi des Chiliens lors des qualifications. Puis même si la finale est indécise, la sélection chilienne est en tête et semble pouvoir l'emporter. Mais deux coureurs se touchent et tombent, laissant le titre aux Colombiens. 
À l'automne, il participe à la manche de Manchester de la coupe du monde 2008-2009. Il est membre de l'équipe nationale de poursuite qui se classe dixième. Associée à une troisième place obtenue à Cali, l'équipe colombienne termine au treizième rang de la coupe du monde 2008-2009 de poursuite par équipes. En Angleterre, il dispute, également, les qualifications de la course aux points mais ne parvient pas à entrer en finale.
En décembre 2009, il participe à la manche de Cali de la coupe du monde 2009-2010. Il remporte la poursuite par équipes. En battant le record national de près de deux secondes, il obtient, avec ses équipiers, le meilleur temps des qualifications. En finale, la sélection colombienne rattrape l'équipe du Lokomotiv à 500 mètres du terme de la finale et s'adjuge ainsi la victoire. Avec ce seul résultat, l'équipe colombienne termine au 9e rang de la coupe du monde 2009-2010 de poursuite par équipes.
En 2010, à Aguascalientes, il devient, pour la deuxième fois, champion panaméricain de poursuite par équipes. Profitant de l'altitude et de la qualité de la piste, inaugurée pour l'occasion (et considérée comme la meilleure en Amérique), la sélection colombienne est la première équipe panaméricaine à descendre sous les quatre minutes, établissant, en 3 min 59 s 412, un nouveau record continental. Elle bat, de cinq secondes, le précédent record qu'elle avait battu, le matin même, en qualifications.
Début septembre 2011, il devient champion de Colombie sur route. Il succède au palmarès à son coéquipier Félix Cárdenas. Le parcours du championnat a été modifié au dernier moment et il se déroule sur un circuit de 2 700 mètres sur l'autodrome de Tocancipá. Ainsi le championnat est disputé sous la forme d'un critérium de deux heures. Et il convient mieux aux qualités de pistard de Roldán. Il se termine par un sprint massif où Roldán devance son ancien compagnon de l'équipe nationale de cyclisme sur piste Carlos Ospina (avec qui il fut champion panaméricain 2010 de l'Américaine).
Le mois suivant, il fait partie de la sélection de poursuite par équipes qui représente la Colombie, lors des Jeux panaméricains de Guadalajara. À cette occasion, il décroche le titre en battant les Chiliens, rejoints après la chute d'un des leurs. Avec ses coéquipiers, il établit un nouveau record panaméricain, en 3 min 59 s 236. 
Puis il participe à deux manches de la coupe du monde 2011-2012. À Cali, il dispute les qualifications de la poursuite par équipes, qu'il termine troisième. En l'absence de Juan Esteban Arango en finale, ses coéquipiers laissent, pour huit centièmes, la dernière marche du podium aux Danois. Lors de la quatrième manche de la coupe du monde, qui se déroule à Londres, sur le vélodrome qui accueillera les compétitions olympiques, Roldán et ses coéquipiers terminent septième des qualifications. Avec ces deux résultats, l'équipe colombienne termine au neuvième rang de la coupe du monde 2011-2012 de poursuite par équipes. En Amérique du Sud, il participe, également, à la course à l'américaine avec Arango. Ils sont les seuls à pouvoir prendre un tour au reste des concurrents et remportent l'épreuve. En disputant qu'une unique course (sur trois possibles), ils terminent, néanmoins, septième de la coupe du monde 2011-2012 de course à l'américaine.
Pour parfaire sa préparation en vue des Jeux olympiques de Londres, la sélection colombienne de poursuite par équipes, dont fait partie Roldán, participe au Tour de San Luis, à la fin du mois de janvier. À la mi-mars, et dans cette même optique, les poursuiteurs sont alignés à la Vuelta a México, par leur fédération. Roldán y remporte le classement des étapes volantes. Fin avril - début mai, ils sont aux États-Unis pour disputer deux épreuves du calendrier national américain, la Joe Martin Stage Race et le Tour of the Gila. Au Nouveau-Mexique, il termine notamment sixième du sprint massif qui clôt la quatrième étape.
En novembre, à la veille de partir pour les compétitions sur piste des XIXe Juegos Deportivos Nacionales, Roldán participe à la première étape du Clásico del Periódico El Colombiano. Il anticipe le sprint massif et s'impose. La semaine suivante, aux Jeux, il s'empare de deux titres (et d'une médaille d'argent). Le mardi 6, lors de la session du matin, en réalisant le meilleur temps, il se qualifie, avec la sélection antioqueña, pour la finale de la poursuite par équipes (malgré un temps médiocre, toutefois supérieur au chrono des Jeux précédents). Le soir même, en améliorant de près de six secondes sa performance, elle dispose de sa surprenante dauphine, l'équipe du département du Meta. Le jeudi, il décroche l'argent dans la course aux points hommes. Tout en aidant Juan Esteban Arango a remporté le titre, Roldán obtient suffisamment de points pour s'emparer de la deuxième place. Le lendemain, associé à Arango, il glane sa deuxième médaille d'or des Jeux, dans la course à l'américaine.
Il quitte la piste pour se consacrer exclusivement à la route en 2013. Il s'engage avec l'équipe continentale EPM - UNE.

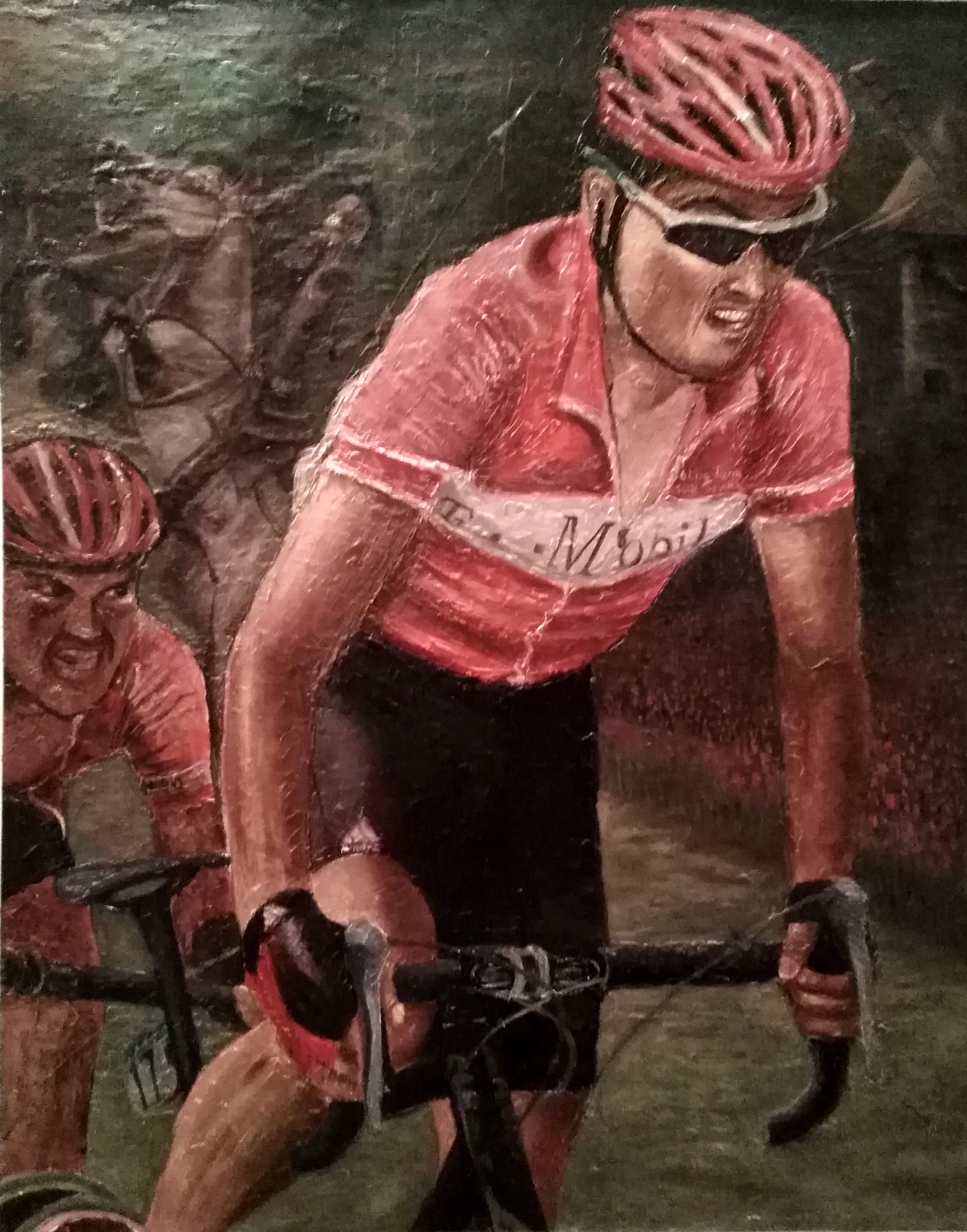
Óscar Sevilla peint par Weimar Roldán (2019).

La saison cycliste colombienne 2013 commence véritablement à la fin mars par la Vuelta al Valle. Roldán, à la faveur d'une cassure, provoquée par une chute, s'empare du maillot de leader, lors de la deuxième étape. Il le garde deux jours. Malgré des étapes moins favorables, il termine cependant l'épreuve quatrième, à quelques centièmes du podium et se console avec le trophée du classement de la régularité. Un mois plus tôt, Weimar Roldán s'était imposé dans l'étape de clôture de la Clásica José María Córdova de Rionegro. Il avait, en outre, décroché le trophée des étapes volantes. Début avril, surprenant les observateurs, il mène à bien une échappée sur un terrain accidenté, pour remporter la première étape de la Clásica de Anapoima et s'emparer du maillot de leader, qu'il laissera à son leader Óscar Sevilla, le lendemain.
Weimar Roldán est également peintre. Il peint, entre autres, des sujets liés au sport cycliste.

## Palmarès sur piste

### Jeux olympiques
- Londres 2012
  - 8e de la poursuite par équipes (avec Edwin Ávila, Arles Castro et Kevin Ríos)[40].

### Championnats du monde
- Apeldoorn 2011
  - 9e de l'américaine (avec Carlos Urán)[41].
  - 10e de la poursuite par équipes (avec Juan Esteban Arango, Arles Castro, Edwin Ávila)[42].
- Saint-Quentin-en-Yvelines 2015
  - 10e de l'américaine (avec Juan Esteban Arango)[43].
  - 12e de la poursuite par équipes (avec Fernando Gaviria, Edwin Ávila et Juan Esteban Arango)[44].

### Coupe du monde
- 2009-2010
  - 1er de la poursuite par équipes à Cali (avec Juan Esteban Arango, Edwin Ávila et Arles Castro)

- 2010-2011
  - 2e de la poursuite par équipes à Cali

- 2011-2012
  - 1er de l'américaine à Cali (avec Juan Esteban Arango)

- 2012-2013
  - 1er de la poursuite par équipes à Cali (avec Juan Esteban Arango, Edwin Ávila et Arles Castro)

### Jeux panaméricains
- Guadalajara 2011
  -  Médaillé d'or de la poursuite par équipes

### Championnats panaméricains
- Montevideo 2008
  -  Médaillé d'or de la poursuite par équipes
  - Quatrième de la poursuite individuelle[45]

- Aguascalientes 2010
  -  Médaillé d'or de la poursuite par équipes
  -  Médaillé d'or de la course aux points
  -  Médaillé d'or de l'américaine

- Medellín 2011
  -  Médaillé d'or de la poursuite par équipes
  -  Médaillé d'argent de l'américaine

### Jeux sud-américains
- Medellín 2010
  -  Médaillé d'or de la poursuite par équipes
  -  Médaillé de bronze de l'américaine
- Santiago 2014
  -  Médaillé d'or de la poursuite par équipes (avec Arles Castro, Edwin Ávila et Juan Esteban Arango)

### Jeux d'Amérique centrale et des Caraïbes
- Mayagüez 2010
  -  Médaillé d'or de la poursuite par équipes
  -  Médaillé d'or de l'américaine
- Veracruz 2014
  -  Médaillé d'or de la poursuite par équipes (avec Juan Esteban Arango, Jordan Parra et Eduardo Estrada)
  -  Médaillé d'or de la course aux points

### Championnats nationaux
- Pereira 2007
  -  Médaillé d'argent de la course à l'américaine (avec Juan Esteban Arango)[46].
- Juegos Nacionales Cali 2008
  -  Médaillé d'or de la poursuite par équipes des XVIII Juegos Deportivos Nacionales (avec Arles Castro, Juan Esteban Arango et Jaime Suaza)[47].
- Barranquilla 2009
  -  Médaillé d'argent de la poursuite par équipes (avec Stiber Ortiz, Jaime Suaza et Jairo Salas)[48].
  -  Médaillé de bronze de la course à l'américaine (avec Stiber Ortiz)[49].
- Medellín 2010
  -  Médaillé d'or de la poursuite par équipes (avec Jaime Suaza, Arles Castro et Juan Esteban Arango)[50].
  -  Médaillé d'or de la course à l'américaine (avec Carlos Ospina)[51].
  -  Médaillé d'argent de la course aux points[52].
- Bogota 2011
  -  Médaillé d'or de la poursuite par équipes (avec Arles Castro, Carlos Urán et Juan Esteban Arango)[53].
  -  Médaillé d'or de la course à l'américaine (avec Arles Castro)[54].
  -  Médaillé de bronze de la course scratch[55].
- Juegos Nacionales Cali 2012
  -  Médaillé d'or de la poursuite par équipes des XIX Juegos Deportivos Nacionales (avec Juan Esteban Arango, Kevin Ríos et Andrés Torres)[56].
  -  Médaillé d'or de la course à l'américaine des XIX Juegos Deportivos Nacionales (avec Juan Esteban Arango)[57].
  -  Médaillé d'argent de la course aux points des XIX Juegos Deportivos Nacionales[58].
- Medellín 2013
  -  Médaillé d'or de la poursuite par équipes (avec Arles Castro, Kevin Ríos et Jhonatan Restrepo)[59].
  -  Médaillé d'argent de la course aux points[60].
  -  Médaillé d'argent de la course à l'américaine (avec Juan Esteban Arango)[61].
  -  Médaillé d'argent de la course scratch[62].
- Medellín 2016
  -  Médaillé d'argent de la course à l'américaine (avec Stiber Ortiz)[63].
- Cali 2017
  -  Médaillé d'or de la poursuite par équipes (avec Juan Esteban Arango, Brayan Sánchez et Arles Castro)[64].
  -  Médaillé de bronze de la course à l'américaine (avec Juan Esteban Arango)[65].
- Cali 2019
  -  Médaillé d'or de la course aux points[66].
  -  Médaillé d'or de la course à l'américaine (avec Juan Esteban Arango)[67].
- Juegos Nacionales Cali 2019
  -  Médaillé d'or de la poursuite par équipes des XXI Juegos Deportivos Nacionales (avec Brayan Sánchez, Carlos Tobón et Marvin Angarita)[68].
  -  Médaillé d'or de la course à l'américaine des XXI Juegos Deportivos Nacionales (avec Carlos Tobón)[69].
  -  Médaillé d'or de l'omnium des XXI Juegos Deportivos Nacionales[70].
- Medellín 2023
  -  Médaillé d'or de la poursuite par équipes (avec Juan Esteban Arango, Anderson Arboleda et Brayan Sánchez)[71].
  -  Médaillé d'or de la course à l'américaine (avec Juan Esteban Arango)[72].
- Juegos Nacionales Eje Cafetero 2023
  -  Médaillé d'or de la poursuite par équipes des XXII Juegos Deportivos Nacionales (avec Juan Esteban Arango, Anderson Arboleda et Brayan Sánchez)[73].
- Medellín 2024
  -  Médaillé d'or de la poursuite par équipes (avec Juan Esteban Arango, Anderson Arboleda, Johan Colón et Alejandro Osorio)[74].

## Palmarès sur route

### Par années
| - 2005 - Champion panaméricain du contre-la-montre espoirs - 2006 - 6e étape du Tour de Colombie espoirs - 1re étape de la Clásica de Guarne - 2007 - 3e du championnat panaméricain du contre-la-montre espoirs - 2008 - Prologue de la Vuelta al Valle del Cauca - 3e étape de la Clásica del Meta - 1re étape de la Clásica Nacional Marco Fidel Suárez - 2009 - Prologue du Tour de Colombie (contre-la-montre par équipes) - 5e étape de la Vuelta del Huila - 11e étape du Tour du Venezuela - 3e étape de la Clásica Nacional Marco Fidel Suárez - 2010 - 1re étape de la Clásica de Rionegro - Prologue de la Vuelta al Valle del Cauca (contre-la-montre par équipes) - 1re étape du Clásico RCN (contre-la-montre par équipes) - 1re étape du Clásico El Colombiano - 3e de la Clásica de Rionegro - 2011 - Champion de Colombie sur route - 2e étape de la Clásica de Rionegro - 2012 - 5e étape de la Clásica Nacional Marco Fidel Suárez - 1re étape du Clásico El Colombiano - 2013 - 3e étape de la Clásica de Rionegro - 1re étape de la Clásica de Anapoima - 1re étape du Tour de Rio - 1re étape du Clásico El Colombiano | - 2014 - 4e étape de la Clásica de Rionegro - 1re (contre-la-montre par équipes) et 3e étapes du Tour de Colombie - 2015 - Circuito Feria de Manizales - 5e étape de la Vuelta al Tolima - 1re étape du Tour de Colombie (contre-la-montre par équipes) - 3e étape du Tour de Rio - 1re étape du Clásico RCN - 2016 - 1re étape de la Vuelta al Tolima - 2e étape de la Clásica de El Carmen de Viboral - 1re et 2e étapes (contre-la-montre par équipes) de la Vuelta a Chiriquí - 2017 - 2e étape de la Clásica de Rionegro - 1re étape du Tour des Asturies - 5e étape du Clásico RCN - 2018 - 1re étape de la Clásica de Anapoima (contre-la-montre par équipes) - 2e étape de la Clásica de El Carmen de Viboral - 2019 - 4e et 7e étapes du Tour de Colombie - 1re étape du Tour du lac Qinghai (contre-la-montre par équipes) - 2022 - 5e étape de la Vuelta al Tolima - 3e du Tour du Venezuela |  |

### Classements mondiaux
| Année                                 | 2009 | 2010 | 2011 | 2012 | 2013 | 2014 | 2015 | 2016  | 2017  | 2018  | 2019  | 2020 | 2021  | 2022  |
| ------------------------------------- | ---- | ---- | ---- | ---- | ---- | ---- | ---- | ----- | ----- | ----- | ----- | ---- | ----- | ----- |
| Classement mondial                    |      |      |      |      |      |      |      | 1927e | 1617e | 1468e | 2121e | nc   | 2339e | 1440e |
| UCI Europe Tour                       | nc   | nc   | nc   | nc   | nc   | nc   | nc   | nc    | 1067e | nc    |       |      |       |       |
| UCI America Tour                      | 157e | 308e | 326e | nc   | 162e | 86e  | 190e | 320e  | 404e  | 149e  | 322e  | nc   | 395e  | 199e  |
|                                       |      |      |      |      |      |      |      |       |       |       |       |      |       |       |
| Légende : nc = non classéSource : UCI |      |      |      |      |      |      |      |       |       |       |       |      |       |       |